# Methanofollis
Genre
Espèces de rang inférieur
- Methanofollis aquaemaris
- Methanofollis ethanolicus
- Methanofollis formosanus
- Methanofollis liminatans
- Methanofollis tationis

Methanofollis est un genre d'archées méthanogènes mésophiles aérobies obligatoires à Gram négatif de l'ordre des Methanomicrobiales.
Ces microorganismes se développent à une température de 20 à 45 °C avec un optimum de 34 à 40 °C. Leur pH optimal est voisin de 7. Ils se présentent sous forme de coques très irréguliers d'un diamètre compris entre 1,25  et   2,0 μm. Leurs lipides polaires sont des phospholipides, des glycolipides et des phosphoglycolipides. Ils utilisent les couples H2/CO2, formate/CO2, isopropanol/CO2 et butan-2-ol/CO2 pour leur développement et la méthanogenèse. En revanche, ils ne se développent pas sur l'acétate, la triméthylamine, le méthanol, l'éthanol, l'isopropanol et le butan-2-ol comme substrats cataboliques.
La plupart des espèces de ce genre ont été isolées à partir d'eaux usées anaérobies de bioréacteurs ou de fumerolles. Methanofollis tationis a ainsi été isolée à partir des geysers d'El Tatio, dans le nord du Chili.